# Yuval Bronshtein
Yuval Moshe Bronshtein (hebräisch יובל ברונשטיין; * 18. Juli 1984 in Ramat Gan) ist ein professioneller israelischer Pokerspieler. Er ist zweifacher Braceletgewinner der World Series of Poker.

## Persönliches
Bronshtein kam im Alter von 5 Jahren mit seiner Familie in die Vereinigten Staaten nach Atlanta. Er begann ein Studium an der University of Maryland, brach es jedoch aufgrund seiner Pokerkarriere ab.

## Pokerkarriere

### Werdegang
Bronshtein spielte zunächst auf der Onlinepoker-Plattform Bodog und schaffte es darüber, sich 2006 für das 10.000 US-Dollar teure Main Event der World Series of Poker (WSOP) im Rio All-Suite Hotel and Casino in Paradise am Las Vegas Strip zu qualifizieren. Mit geliehenem Geld seiner Familie finanzierte er die Reise zum Turnier, konnte jedoch nicht die bezahlten Plätze erreichen. Mit seinen letzten 200 US-Dollar setzte er sich anschließend an einen Cash-Game-Tisch, spielte sich auf 5000 US-Dollar hoch und nutzte dieses Geld um seine Schulden zu bezahlen sowie eine Einzahlung von 500 US-Dollar beim Onlinepokerraum Full Tilt Poker zu machen.
Seine erste Geldplatzierung bei einem Live-Pokerturnier erzielte der Israeli wenige Monate später bei einem WSOP-Circuitturnier in Robinsonville im US-Bundesstaat Mississippi. Bei der WSOP 2007 erreichte er einen Finaltisch in der Variante Pot Limit Hold’em und erhielt für seinen dritten Platz mehr als 100.000 US-Dollar. Nachdem Bronshtein 2007 bei Full Tilt Poker unter dem Nickname Yuvee04 seinen ersten Titel bei der Full Tilt Online Poker Series gewonnen hatte, sicherte er sich am Abend des 13. August 2008 zwei weitere Siege bei dieser Turnierserie. Die Events in den Varianten No Limit Hold’em sowie H.O.R.S.E. hatten Teilnehmerfelder von zusammen über 4000 Spielern und brachten ihm Siegprämien von über 170.000 US-Dollar ein. Im Oktober 2009 gewann der Israeli bei einem Event in Pot Limit Omaha der European Poker Tour in London sein erstes Live-Turnier. Beim PokerStars Caribbean Adventures auf den Bahamas gelangte er in derselben Variante an einen Finaltisch und sicherte sich nach einem Deal mit zwei anderen Spielern das meiste Preisgeld von knapp 90.000 US-Dollar. Bei der WSOP 2012 erzielte Bronshtein sechs Geldplatzierungen, dabei saß er an zwei Finaltischen und erreichte den siebten Turniertag im Main Event, an dem er auf dem mit knapp 300.000 US-Dollar dotierten 23. Platz ausschied. Auch 2013 und 2014 erreichte er jeweils einen WSOP-Finaltisch. Nach 26 Geldplatzierungen bei den Austragungen 2015 bis 2018 gewann der Israeli Anfang Juni 2019 ein Turnier der WSOP 2019. Dafür setzte er sich in No Limit 2-7 Lowball Draw gegen 295 andere Spieler durch und erhielt den Hauptpreis von knapp 100.000 US-Dollar sowie ein Bracelet. Nachdem die WSOP 2020 aufgrund der COVID-19-Pandemie nur online ausgespielt worden war und Bronshtein in diesem Zuge eine Geldplatzierung bei der World Series of Poker Online auf WSOP.com erzielt hatte, gewann er Anfang Oktober 2021 bei der wieder live ausgespielten WSOP 2021 ein Turnier in No Limit Hold’em. Er besiegte ein Teilnehmerfeld von 422 Spielern und sicherte sich sein zweites Bracelet sowie eine Siegprämie von rund 125.000 US-Dollar. Bei der WSOP 2022, die erstmals im Bally’s Las Vegas und Paris Las Vegas ausgespielt wurde, erreichte der Israeli innerhalb weniger Tage den Finaltisch der Omaha Hi-Lo Championship, Seven Card Stud Championship und Limit 2-7 Triple Draw Lowball Championship und sicherte sich Preisgelder von mehr als 300.000 US-Dollar.
Insgesamt hat sich Bronshtein mit Poker bei Live-Turnieren mehr als 3,5 Millionen US-Dollar erspielt und ist damit nach Amir Lehavot und Uri Reichenstein der dritterfolgreichste israelische Pokerspieler.

### Braceletübersicht
Bronshtein kam bei der WSOP 108-mal ins Geld und gewann zwei Bracelets:
| Jahr | Buy-in (in $) | Turnier                   | Teilnehmer | Preisgeld (in $) |
| ---- | ------------- | ------------------------- | ---------- | ---------------- |
| 2019 | 1500          | No-Limit 2-7 Lowball Draw | 296        | 096.278          |
| 2021 | 1500          | Limit Hold’em             | 422        | 124.374          |